# Funzione radiale di base

Due funzioni radiali di base gaussiane non normalizzate, nel caso unidimensionale. I centri hanno coordinate e.

Una funzione radiale di base, o funzione di base radiale (in lingua inglese radial basis function, RBF) è una funzione a valori reali {\displaystyle f(\mathbf {x} )} il cui valore dipende unicamente dalla distanza fra l'argomento {\displaystyle \mathbf {x} } della funzione e un punto prefissato {\displaystyle \mathbf {c} } del dominio. Le funzioni per cui {\displaystyle \mathbf {c} } corrisponde all'origine sono note come funzioni radiali.
Le funzioni radiali di base sono così chiamate perché una collezione di RBF può essere usata come base per l'approssimazione di una funzione arbitraria, motivo per il quale sono state introdotte nel 1988 da David Broomhead e David Lowe nella formulazione delle reti neurali a base radiale, che estende il lavoro seminale di Michael J. D. Powell nel 1977.
Le funzioni radiali di base possono anche essere usate come kernel nelle macchine a vettori di supporto.

## Approssimazione di funzione
Le funzioni di base radiale sono tipicamente usate per costruire approssimazioni di funzione nella forma
{\displaystyle y\left(\mathbf {x} \right)=\sum _{i=1}^{N}w_{i}\,\phi \left(\left\|\mathbf {x} -\mathbf {x} _{i}\right\|\right),}
dove l'approssimante {\textstyle y\left(\mathbf {x} \right)} ha la forma di una somma di {\displaystyle N} funzioni radiali di base, ciascuna associata ad un differente centro {\textstyle \mathbf {x} _{i}} e pesata da un coefficiente {\textstyle w_{i}}. Nella costruzione dell'approssimazione, i pesi {\textstyle w_{i}} possono essere stimati con il metodo dei minimi quadrati lineare. Tra le più comuni famiglie di funzioni radiali di base vi sono le gaussiane {\displaystyle \phi \left(r\right)=e^{-\left(\varepsilon r\right)^{2}}}, le multiquadric  {\displaystyle \phi \left(r\right)={\sqrt {1+\left(\varepsilon r\right)^{2}}}}, le quadratiche inverse {\displaystyle \phi \left(r\right)={\dfrac {1}{1+\left(\varepsilon r\right)^{2}}}}, le multiquadric inverse {\displaystyle \phi \left(r\right)={\dfrac {1}{\sqrt {1+\left(\varepsilon r\right)^{2}}}}}, le spline poliarmoniche {\displaystyle \phi \left(r\right)r^{k},k=1,3,5,\dotsc ;\,\phi \left(r\right)r^{k}\ln \left(r\right),k=2,4,6,\dotsc }, e le thin plate spline {\displaystyle \phi \left(r\right)=r^{2}\ln \left(r\right)} (indicando per comodità con {\textstyle r=\left\|\mathbf {x} -\mathbf {x_{i}} \right\|}).

## Reti neurali a base radiale
La somma {\displaystyle y\left(\mathbf {x} \right)=\sum _{i=1}^{N}w_{i}\,\phi \left(\left\|\mathbf {x} -\mathbf {x} _{i}\right\|\right),} può essere interpretata come una rete neurale artificiale con un solo livello, chiamata rete neurale a base radiale, dove le funzioni radiali di base sono le funzioni di attivazione dei neuroni. Si dimostra che ogni funzione continua su supporto compatto può essere interpolata con precisione arbitraria tramite un approssimante in questa forma, per un valore di {\displaystyle N} sufficientemente elevato. {\displaystyle y\left(\mathbf {x} \right)} è differenziabile rispetto ai pesi {\displaystyle w_{i}}, che quindi possono essere appresi dal modello tramite metodi iterativi come la retropropagazione dell'errore. Un'approssimazione di questo tipo fornisce risultati ragionevoli a patto che le funzioni radiali di base ricoprano l'intero dominio.